# 1995 DE
1995 DE är en asteroid i huvudbältet som upptäcktes 20 februari 1995 av den japanska astronomen Takao Kobayashi vid Ōizumi-observatoriet.
Den tillhör asteroidgruppen Maria.